# Axel Rodrigues de Arruda
Axel Rodrigues de Arruda conegut com a Axel (Santos, Brasil, 9 de gener de 1970) és un futbolista brasiler que disputà un partit amb la selecció del Brasil.